# Harald Børsting
Harald Børsting (født 4. oktober 1952 i Skive) var formand for LO  2007-2015. Han er gift med tidligere forkvinde for Kvindeligt Arbejderforbund Lillian Knudsen. 
Harald Børsting har været aktiv i fagbevægelsen siden 1970'erne og blev i 1974 tillidsmand på fiskefabrikken Priess & Co i Glyngøre. Virksomheden er senere blevet en del af Royal Greenland. I 1980 blev han afdelingsformand i SiD i Nordsalling, og i 1983 blev han oplysningskonsulent i SiD. Han blev i 1989 uddannelsessekretær samme sted. I 1995 kom han ind i LO-ledelsen som sekretær og forretningsudvalgsmedlem. Siden 2003 har han været medlem af både den daglige ledelse og hovedbestyrelsen.[kilde mangler]
Harald Børsting har siden 1980'erne særligt arbejdet med arbejdsmarked og beskæftigelse, og siden 1995 har han spillet en stor rolle i forhandlingerne om arbejdsmarkedsreformer[kilde mangler], først i 1998 under den socialdemokratisk ledende SR-regering under statsminister Poul Nyrup Rasmussen og senest i 2002 under Anders Fogh Rasmussens borgerlige VK-regering.
Gennem mange år har Børsting desuden været formand for Arbejdermuseet og Arbejderbevægelsens Bibliotek og Arkiv, ABA.
Ved LO's kongres i 2007 blev Harald Børsting valgt som formand efter Hans Jensen, da han med stemmerne 406 mod 389 vandt over næstformanden Tine Aurvig-Huggenberger. I 2015 trådte han tilbage og blev afløst af Lizette Risgaard.

## Eksterne links
- Wikimedia Commons har flere filer relateret til Harald Børsting